# Цейоній Постумій
Цейоній Постумій (лат. Ceionius Postumius) — представник місцевої знаті провінції Африка.

## Життєпис
Походив з родини вершників Постуміїв з провінції Африка. Син Публія Постумія. По материнській лінії напевне був родичем роду Цейоніїв. Родом з Північної Африки. Народився у Конкордії Ульпії Траяні Августі Фругіфері Гадруметіни. Одружився з представницею роду Авреліїв з Гадруметіни. Про його діяльність відомо обмаль, але вважається, що мав військову кар'єру, але зрештою повернувся до рідного міста. Залишив синам невеличкий спадок.

## Родина
Дружина — Аврелія Месалліна
Діти:
- Клодій Альбін, римський імператор
- син